# Lisa Franzen
Lisa Franzen, nata Elizaveta Migatcheva (Kazan', 1º agosto 1989), è una modella russa naturalizzata italiana.
Lisa è stata incoronata Miss Mondo Italia 2006 e ha rappresentato l'Italia nello stesso anno al concorso Miss Mondo in Polonia.

## Istruzione
Ha praticato ginnastica ritmica a livello agonistico per molti anni. Si è diplomata nel 2009 al Liceo Classico Europeo del Convitto Nazionale Vittorio Emanuele II di Roma. Si trasferisce a Londra per studiare interior design presso l'Istituto Marangoni e si laurea nel 2012. Ritorna in Italia e si trasferisce a Milano dove consegue una specializzazione in Ho.re.ca presso il Politecnico di Milano.

## Carriera
Nel 2004 ha partecipato a Miss Muretto. Nel 2006 viene eletta Miss Mondo Italia a Gallipoli. Al concorso di Miss Mondo arriva seconda nella categoria Miss Talent, facendo una performance di ginnastica ritmica. Si è classificata nella Top 25 per il premio miglior stilista, nella Top 25 del concorso bellezza in spiaggia e nella Top 24 della gara Miss Sports.
Nel 2008 Lisa Franzen è stata la valletta della 29ª edizione de Il processo di Biscardi. Nel 2013 è stata ospite speciale per la finale di Miss Mondo Italia a Gallipoli. Nel 2014 è stata una delle protagoniste del reality show Calzedonia Ocean Girls, andato in onda in prima serata su Sky Uno e in chiaro su Cielo.
Nel marzo 2021, Lisa ha fondato Franzen & Casa SA, uno studio di design multidisciplinare con sede a Zurigo specializzato in interior design, architettura e arte da collezione.

## Vita privata
Lisa ha sposato l'imprenditore svizzero Marcel Franzen ed è nuora dell'imprenditore svizzero Bruno Franzen, co-fondatore ed ex CEO di Interhome AG. Lisa e suo marito Marcel hanno due figli, Leon (2019) e Lupo (2021), e vivono a Zurigo, in Svizzera.
Parla fluentemente italiano, russo, inglese e francese.